# 畑祥雄
畑 祥雄（はた よしお、1950年2月3日 - ）は写真家、映像＋Webプロデューサーである。関西学院大学教授。宝塚メディア図書館代表理事。
同志社大学法学部卒。